# Daniel Moser (Politiker)

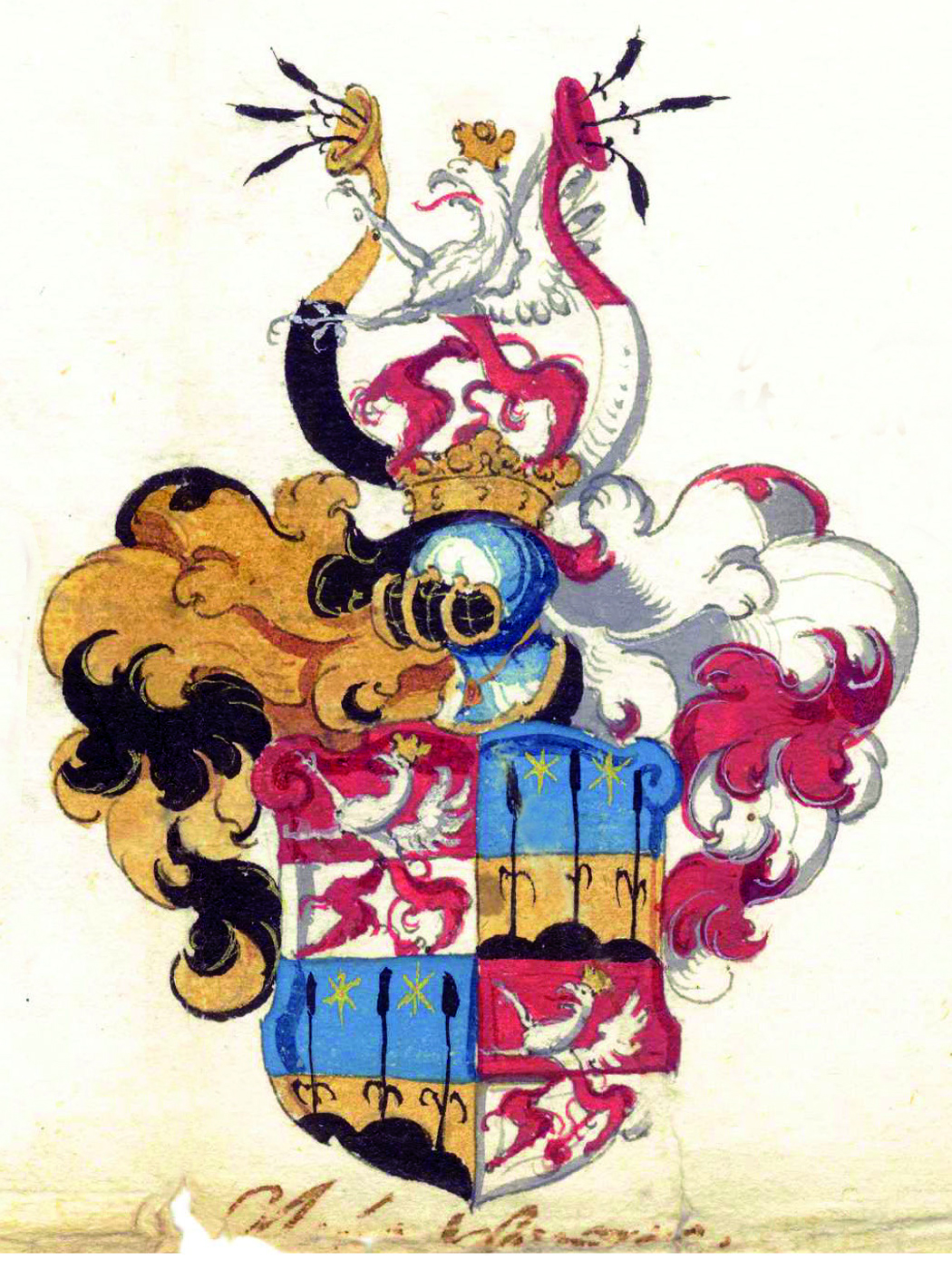
Wappen des Daniel Moser

Daniel Moser (* 30. Oktober 1570 in Wien; † 23. Oktober 1639 ebenda) war Bürgermeister von Wien.
Daniel Moser kämpfte in Ungarn und erwarb sich Verdienste bei der Belagerung von Eger. 1606 und 1607 war er Stadtrichter in Wien und ab 1608 Mitglied des Inneren Rates. Von 1610 bis 1613, 1616 bis 1623 und 1626 bis 1637 war Moser Bürgermeister von Wien. Er unterstützte die katholische Restauration und Gegenreformation auf der Seite Kaiser Ferdinands II.
Am 12. Juli 1606 wurde er von Rudolf II. in den Ritterstand erhoben. Auf Wunsch von Kaiser Ferdinand II. wurde er am 11. Mai 1635 in die innerösterreichischen Landstände aufgenommen. Daniel Moser kaufte 1639 die Herrschaft Ebreichsdorf und nannte sich dann Moser von Ebreichsdorf.
Er ließ in der Rossau einen prächtigen Garten anlegen.
Im Jahr 1874 wurde in Wien-Alsergrund (9. Bezirk) die Mosergasse nach ihm benannt.